# Rusk (hrabstwo Rusk)
Rusk – miasto w Stanach Zjednoczonych, w stanie Wisconsin, w hrabstwie Rusk.